# Ljubinka Janković
Ljubinka Janković (Badovinci (Bogatić), 23 de setembro de 1958) é uma ex-handebolista profissional iugoslava, campeã olímpica.
Ljubinka Janković fez parte da geração medalha de ouro em Los Angeles 1984.